# マジシャントーマ
マジシャン トーマ(THOMA)は日本のマジシャン。東北一の歓楽街としても知られる、宮城県仙台市国分町の出身。1989年（平成元年）9月3日生まれ。
地元では有名な約100年続く八百屋の長男としてに誕生。

## 略歴
小学校2年生から野球を始めるが、個の力で勝つことができない団体競技に限界を感じ、中学後半から高校にかけては硬式テニスや極真空手などの個人競技に打ち込む。
高校進学時に奇術愛好会に入ったことがマジックとの出会いとなる。情熱を傾ける対象に出会い、中央大学商学部に進学後も、ひたすらマジックに打ち込む。
某ITベンチャー企業にWeb制作職として入社し2年が経過した後、実家を継いでほしいという親の願いに直面し、自分の人生を見つめ直す。
「この仕事で死ぬと胸を張って行きていけるものはマジックしか無い」と、決意を固めマジック・シアター「Magic Tokyo O」の門をたたき、見事合格。
マジシャンとして活動を続ける傍ら、雑誌、Web媒体のインタビューやテレビ出演も精力的にこなす。イトーヨーカドーのアプリCMにも出演。
近年は、地元みやぎのエフエムたいはく、KHB東日本放送のナマイキTVにも出演。夢はこよなく愛する、ラジオのパーソナリティー。

## 公式サイト
http://www.thomagic.tokyo
プロモーションビデオ,Facebook,ブログ

## マジシャンとしての特徴
スライハンドテクニックの高さ、声と艶やかさ、そして日本人には稀有な独自の存在感と空間支配能力が特徴。
観客の自由意志に寄る不確定要素が数多ある中で奇跡を起こすサイコロジカルマジックを得意とする。
現在の活動の中心であるマジック・シアターでは観客の目の前で奇跡を体感させるクロースアップマジック。何羽も鳩を出現させるものや大型イリュージョン、ステージマジック、
初対面の相手の名前や血液型、誕生日、さらには今その場で連想した絵を言い当てるなどのマジックを行っている。